# ناحیه البیاضه
ناحیه البیاضه (به عربی: دائرة البیاضة) یک ناحیه در الجزایر است که در استان الوادی واقع شده‌است.

## خصوصیات
ناحیه البیاضه ۳۲٬۹۲۶ نفر جمعیت دارد.